# Zéatine
La zéatine (C10H13N5O) est une hormone végétale naturelle isolée à partir du maïs (Zea mays) se situant au niveau du phloème. Sa forme ribosylée, la zéatine riboside, se retrouve principalement dans les racines des plantes. Elle appartient à la famille des cytokinines.
Elle a deux stéréoisomères Z (cis) et E (trans). La Z-zéatine joue un rôle dans l'arrêt de la dormance de la pomme de terre.
C'est la cytokinine la plus répandue dans le règne végétal.